# Melochia pyramidata
Melochia pyramidata är en malvaväxtart som beskrevs av Carl von Linné. Melochia pyramidata ingår i släktet Melochia och familjen malvaväxter. Utöver nominatformen finns också underarten M. p. hieronymi.